# Al-Hudajda
Al-Hudajda (arab. ‏الحديدة‎, inne spotykane postacie pisowni: Al-Hudaydah, Al-Hodeida) – miasto portowe w zachodnim Jemenie nad Morzem Czerwonym, położone około 170 km (w linii prostej) na południowy zachód od stolicy Jemenu, Sany. Czwarte co do wielkości miasto kraju. W mieście funkcjonuje międzynarodowy port lotniczy Al-Hudajda

## Historia
- XIX wiek – Turcy przekształcili małe miasteczko w handlowy port morski;
- 1961 – wielki pożar zniszczył znaczną część miasta, odbudowane już we współczesnej architekturze
- 20 lipca 2024 – Siły Powietrzne Izraela zbombardowały obiekty portowe i infrastrukturę energetyczną w odwecie za atak Hutich na Tel Awiw (operacja „Długie Ramię”)[1] .